# 高雄恵利加
高雄 恵利加（たかお えりか、1987年10月12日 - ）は、千葉県習志野市出身の元女子プロテニス選手。2006年と2012年の全日本テニス選手権女子シングルス優勝者である。北日本物産所属。マネジメントはレプロエンタテインメント。渋谷幕張高校を中退し、千葉東高校通信制を経て、学芸館高等学校通信制卒業。身長150cm、体重52kg。右利き、バックハンド・ストロークは両手打ち。WTAツアーのシングルス自己最高ランキングは128位（2006年11月）。現役の女子プロテニス選手の中でも際だって小柄な選手であるが、強打を武器に活躍した。

## 来歴
7歳からテニスを始める。高雄は1998年から、かつての日本女子テニスの名選手だった長塚京子の指導を受け始めた。2005年2月にプロ転向。2006年の全日本テニス選手権女子シングルスで、高雄は第2シードとして初の決勝戦に勝ち進み、第1シードの中村藍子を 7-6, 6-4 で破って初優勝を決めた。4大大会の予選会には、2006年全米オープンから挑戦を始めたが、本戦出場は出来なかった。
2007年ウィンブルドンの予選会では、2回戦で同じ日本の森田あゆみに 1-6, 7-6, 1-6 で敗れた。ウィンブルドン終了後、高雄は7月14日-15日に日本の豊田市で開催されるフェドカップの「ワールドグループ・プレーオフ」対ドイツ戦で、初めてフェド杯の日本代表入りを果たした。当時73位と格上のアンゲリク・ケルバーに 6-3, 6-2 で勝利したがチームは2勝3敗で敗れた。
2008年は10年続いた長塚との師弟関係に区切りを付け、新たに大阪に活動拠点を移していた。2012年の全日本テニス選手権女子シングルス決勝で山外涼月を破り6年ぶり2度目の優勝を果たした。
2013年11月7日に全日本テニス選手権を最後に現役引退することを発表した。